# Килганон, Джордан
Джордан Килганон (англ. Jordan Kilganon, род. 28 апреля 1992 года, Садбери, Онтарио, Канада) — канадский атлет, профессиональный данкер.

## Биография
Джордан Килганон родился 28 апреля 1992 года в Садбери, провинция Онтарио, Канада. Мальчик был назван в честь известного американского баскетболиста Майкла Джордана. Несмотря на это, в детстве он не был фанатом баскетбола и даже не следил за NBA. Его основным увлечением были прыжки, он использовал баскетбольную площадку для того, чтобы попытаться забить мяч сверху. В 15-летнем возрасте он тренировался с использованием кольца высотой 8 футов (2,4 м), затем перешёл на девятифутовое, и лишь после — на стандартное кольцо (10 футов = 3,05 м). Первыми кумирами Килганона были данкеры T-Dub и Mr. 720, которые занимались этим профессионально.
В старшей школе Килганон занимался сразу несколькими видами спорта, и баскетбол не был среди них любимым — сам он предпочитал волейбол. Однако со временем он забросил игровые виды и полностью посвятил себя броскам сверху — слэм-данкам. Килганон развивал как свои атлетические качества, так и технику броска, а также креативную составляющую. Он самостоятельно придумал около 100 оригинальных данков. Помимо этого он продолжал тренироваться с использованием восьмифутовых колец, чтобы испытать возможности своего тела и оттачивать навыки. Килганон вошёл в состав команды Dunk Elite, профессионально занимавшейся бросками сверху, а также запустил собственную программу по развитию прыжка. К тому времени он мог отрываться от пола на 50 дюймов (127,000000 см), что превышало показатели профессиональных игроков NBA. Помимо придумывания новых трюков и усиленных тренировок, он активно принимал участие в соревнованиях данкеров по всему миру, многие из которых проходили в рамках соревнований по баскетболу FIBA 3x3 World Cup.
Всемирная известность пришла к Килганону в феврале 2016 года. В перерыве Матча всех звёзд НБА он появился на площадке и исполнил свой фирменный данк «Скорпион», забросив мяч в кольцо из-за спины. Зрители и игроки НБА были потрясены тем, что этот элемент исполнил непримечательный парень в обычной одежде, из-за чего его и запомнили как «того парня в джинсах». В августе 2016 года Килганон продемонстрировал свои навыки на шоу NBA House в Рио-де-Жанейро во время летних Олимпийских игр 2016, где впечатлил бывших профессиональных баскетболистов Гэри Пэйтона и Глена Райса.
В 2017 году Килганон принял участие в американском телешоу «Король данков» на TNT. Он выступал под прозвищем «Миссия невыполнима», и запомнился как экстравагантным видом — выкрашенными в яркий цвет волосами, так и техничностью. Помимо фирменного броска скорпиона, Килганон сделал слэм-данк через автомобиль.
В последующие годы Килганон продолжил профессиональную карьеру, став одним из лучших и наиболее известных данкеров в мире, принимая участие в данк-контестах, показательных выступлениях, а также преподавая в тренировочных лагерях для молодых спортсменов.